# A.A.A.F.F.
A.A.A.F.F. es una abreviatura latina relacionada con la numismática y se halla en las inscripciones antiguas formando parte del conjunto III viri A.A.A.F.F. que significa Triunviri auro argento aeri flando feriundo (los triunviros encargados de fundir y acuñar las monedas de oro, plata y cobre o bronce).
La siglas A.A.A.F.F. eran muy frecuentes en las monedas de Domiciano y algunas de Augusto que llevan del lado anverso dos manos entrelazadas sosteniendo un caduceo y dentro de la grafita el nombre del Dunvir monetal y al dorso cifra equivalente al permiso del Senado y en la grafita los nombres de los triunviros o tres varones (III. VIR) seguida de las iniciales que promueven la explicación y son apreciables las grandes y pequeñas en bronce.